# Tang Gaozong
Pour l’article homonyme, voir Song Gaozong.
Tang Gaozong (chinois : 唐高宗 ; pinyin : táng gāozōng, 21 juillet 628 –27 décembre 683) est le troisième empereur chinois de la dynastie Tang. Son nom de naissance est Li Zhi (李治). Il règne de  649 à 683. C'est le fils de Taizong.
Il tente de prolonger les réformes de son père, et parvient à plusieurs reprises à faire venir sa cour à Luoyang, la capitale orientale, signe qu'il a réussi à renforcer son autorité dans la plaine Centrale. Grâce à ses frontières bien protégées, à son administration, à ses routes, à ses canaux, l'Empire connaît alors une prospérité générale. De nombreux étrangers convergent par terre et par mer, apportant avec eux les produits du monde entier, tandis que la langue chinoise devient un moyen de communication universel dans tous les milieux cultivés de l'Asie orientale. 
Il s'allie avec le royaume de Silla, envoie ses troupes occuper Paekche, puis l'emporte enfin contre Koguryo. Les conflits suivants permettent à Silla d’unifier la péninsule coréenne, parachevée dans les années 670.
Après la répression de l'importante révolte des Turcs en 657, l'empereur Gaozong établit plusieurs protectorats gouvernés par un général de protectorat ou un grand général de protectorat. Ceux-ci étendent la sphère d'influence des Chinois jusqu'à Hérat en Afghanistan occidental. Les généraux de protectorat possèdent une grande autonomie pour résoudre les crises locales sans attendre l'approbation du gouvernement central. Par la suite, ce furent les gouverneurs militaires des marches frontalières (jiedushi) qui jouèrent le plus grand rôle.
En 666, Gaozong fait ériger des temples dans toutes les préfectures de l'empire, où se déroulaient des fêtes célébrant le pouvoir impérial.
L'histoire a surtout retenu de son règne l'influence croissante qu'exerce sur lui sa concubine Wu Zhao. Il la fait impératrice de second rang en 655. Alors que l'empereur commence à souffrir de maladies chroniques l'empêchant de régner activement, elle fait éliminer la première impératrice, Wang, et une autre favorite, devenant la personne la plus influente de la cour.